# Platymetopius notatus
Platymetopius notatus är en insektsart som beskrevs av Franz Xaver Fieber 1869. Platymetopius notatus ingår i släktet Platymetopius och familjen dvärgstritar. Inga underarter finns listade i Catalogue of Life.